# Maurice de Robiano
Maurice de Robiano, né à Bruxelles le 26 septembre 1815 et mort le 17 décembre 1869, est un homme politique belge.

## Fonctions et mandats
- Membre du Sénat belge : 1859-1869

## Sources
- Alfred DE RIDDER, Maurice de Robiano, in: Biographie nationale de Belgique, T. XIX, Brussel, 1907
- Le parlement belge 1831 - 1894: données biographiques, Académie Royale de Belgique, Commission de la Biographie Nationale, 1996 (ISBN 978-2-8031-0140-5)
- Oscar COOMANS DE BRACHÈNE, État présent de la noblesse belge, Annuaire 1997, Brussel, 1997